# في لمحة (مجلة)
في لمحة (بالألمانية: Auf einen Blick) هي مجلة ناطقة باللغة الألمانية تهتم بالمرأة والتليفزيون نُشرت في هامبورغ، بألمانيا.

## تاريخ المجلة وملفها الشخصي
تعتبر مجلة (في لمحة) جزء من مجموعة باور للدعاية والنشر. يقع مقر المجلة في هامبورج. تُنشر المجلة بشكل أسبوعي وتغطي الأخبار المتعلقة بالقضايا المتعلقة بالمرأة وقوائم البرامج التلفزيونية. تستهدف المجلة النساء الأكبر سنًا من 40 عام.

## الدوران
ثم تداول 850,000 نسخة خلال الربع الرابع من عام 1984. وخلال الربع الثالث من عام 1992 وصل توزيعها إلى 3,103,000 نسخة. كان تداول المجلة 2,706,712 نسخة بين أكتوبر وديسمبر 1994. بينما وصل تداول المجلة 2,504,000 نسخة خلال الربع الثالث من عام 1995 و 2,310,000 نسخة خلال الربع الثالث من عام 1996.
في عام 2001، قامت المجلة بتوزيع 1,981,000 نسخة، مما جعلها ثالث أفضل دليل تلفزيوني في العالم. وبلغ متوسط عدد المجلات المُباعة في المجلة 1,624,000 نسخة في عام 2003. وفي الربع الأخير من عام 2006 وصل تداول أعداد المجلة إلى 1,514,600 نسخة، ثم 1,462,074 نسخة خلال الربع الثاني من عام 2007. وفي عام 2010 باعت المجلة 1,261,814 نسخة.

## روابط خارجية
- Official website